# برينت أبيرناثي
برينت أبيرناثي (بالإنجليزية: Brent Abernathy)‏ هو لاعب كرة قاعدة أمريكي، ولد في 23 سبتمبر 1977 في أتلانتا في الولايات المتحدة.

## وصلات خارجية
- برينت أبيرناثي على موقع دوري كرة القاعدة الرئيسي (الإنجليزية)
- برينت أبيرناثي على موقعبيزبول رفرنس.كوم (الدوري الرئيسي) (الإنجليزية)
- برينت أبيرناثي على موقعبيزبول رفرنس.كوم (الدوري الثانوي) (الإنجليزية)
- برينت أبيرناثي على موقع إي إس بي إن.كوم (أم.أل.بي) (الإنجليزية)
- برينت أبيرناثي على موقع مشجعي الرسوم البيانية (الإنجليزية)
- برينت أبيرناثي على موقع أوليمبيديا (الإنجليزية)